# Válvula tricúspide
La válvula tricúspide, o válvula auriculoventricular derecha es una estructura que se encuentra en el lado derecho del corazón de los mamíferos, en el espacio que comunica la aurícula derecha con el ventrículo derecho. Tiene la función de evitar el reflujo de sangre desde el ventrículo derecho hacia la aurícula derecha durante la contracción del ventrículo derecho o sístole ventricular.

## Estructura
La válvula tricúspide suele tener tres valvas, denominadas valvas anterior, posterior y septal. Cada valva está conectada mediante cuerdas tendinosas a los músculos papilares anterior, posterior y septal del ventrículo derecho, respectivamente. Las válvulas tricúspides también pueden aparecer con dos o cuatro valvas; el número puede cambiar a lo largo de la vida.

## Función

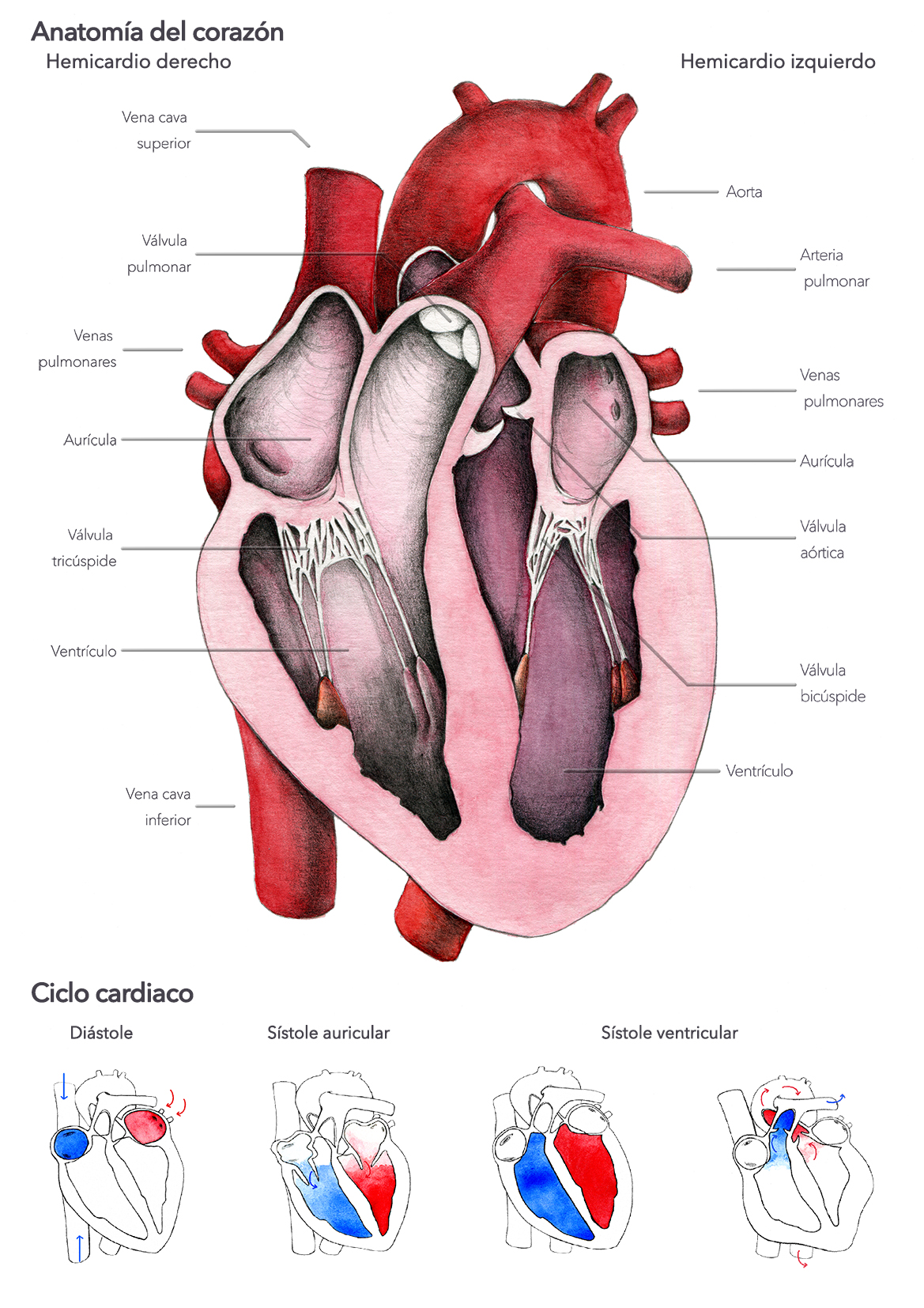

La válvula tricúspide funciona como una válvula unidireccional que se cierra durante la sístole ventricular para evitar la regurgitación de la sangre del ventrículo derecho hacia la aurícula derecha. Se abre durante la diástole ventricular, permitiendo que la sangre fluya desde la aurícula derecha hacia el ventrículo derecho.

## Trastornos
Insuficiencia tricuspidea, también llamada regurgitación tricuspidea, consiste en la incapacidad de la válvula tricúspide para cerrarse correctamente durante la sístole ventricular. Como consecuencia, con cada latido un poco de sangre vuelve del ventrículo derecho a la aurícula derecha, lo opuesto a la dirección normal. La insuficiencia tricuspídea causa aumento de la precarga ventricular. El aumento de la precarga del ventrículo derecho durante un período de tiempo prolongado puede conducir a un agrandamiento del ventrículo derecho e insuficiencia cardíaca derecha.
Endocarditis. Los pacientes que se inyectan narcóticos u otras drogas por vía intravenosa pueden introducir una infección, que puede desplazarse al lado derecho del corazón, causada con mayor frecuencia por la bacteria S. aureus. En los pacientes sin antecedentes de exposición intravenosa, la endocarditis es más frecuente en el lado izquierdo.
Fiebre reumática. La válvula tricúspide puede verse afectada por la fiebre reumática, que puede causar estenosis tricuspídea o regurgitación tricuspídea.
Anomalías congénitas. Algunos individuos nacen con anomalías congénitas de la válvula tricúspide. El desplazamiento apical congénito de la válvula tricúspide se denomina anomalía de Ebstein y suele causar una regurgitación tricuspídea significativa.
Ciertos síndromes carcinoides pueden afectar a la válvula tricúspide produciendo fibrosis debido a la producción de serotonina por esos tumores.

## Imágenes adicionales

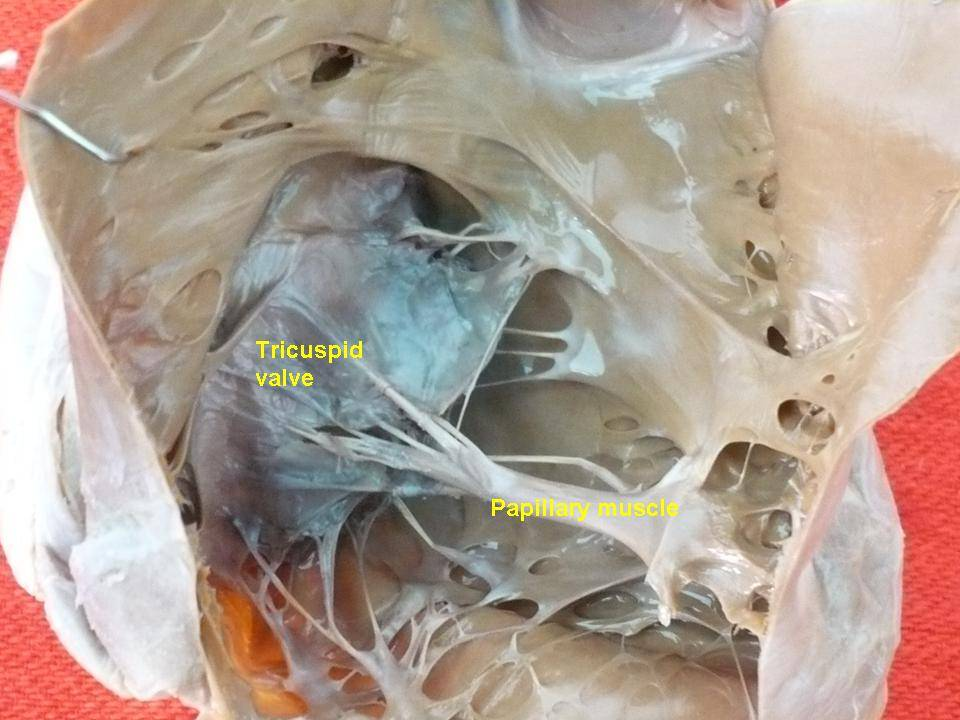
Válvula tricúspide. Disección profunda.